# دهنو جوكار (مارغون)
دهنو جوکار (بالفارسية: دهنوجوکار) هي قرية تقع في إيران في قسم مارغون الريفي. يقدر عدد سكانها بـ 87 نسمة بحسب إحصاء 2016.